# Louis Neefs
Pour les articles homonymes, voir Neefs.
Louis Neefs, né le 8 août 1937 à Gierle et mort le 25 décembre 1980 à Lierre, est un chanteur et une personnalité de monde du spectacle en Belgique et aux Pays-Bas. Il a eu un fils Günther Neefs, devenu chanteur.

## Biographie
Chanteur (deux fois à l'Eurovision pour la Belgique, en 1967 avec la chanson Ik heb zorgen et en 1969 avec la chanson Jennifer Jennings, et une fois à la Coupe d'Europe du tour de chant), présentateur sur le radiodiffuseur BRT, il est mort dans un accident de la circulation, à l'âge de 43 ans.